# (100517) 1997 BD
(100517) 1997 BD es un asteroide perteneciente al cinturón de asteroides, descubierto el 16 de enero de 1997 por el equipo del Observatorio Kleť desde el Observatorio Kleť, České Budějovice, República Checa.

## Designación y nombre
Designado provisionalmente como 1997 BD.

## Características orbitales
1997 BD está situado a una distancia media del Sol de 3,051 ua, pudiendo alejarse hasta 3,096 ua y acercarse hasta 3,007 ua. Su excentricidad es 0,014 y la inclinación orbital 2,431 grados. Emplea 1947,36 días en completar una órbita alrededor del Sol.

## Características físicas
La magnitud absoluta de 1997 BD es 15,2.